# Apertochrysa waitei
Apertochrysa waitei är en insektsart som först beskrevs av Tillyard 1917.  Apertochrysa waitei ingår i släktet Apertochrysa och familjen guldögonsländor. Inga underarter finns listade i Catalogue of Life.